# Yassa
Lo yassa è uno dei piatti nazionali del Senegal a base di carne di pollo marinata con succo di limone e cipolle e accompagnata dal riso. È originario della regione della Casamance.

## Descrizione
La carne di pollo viene riempita con foglie di alloro, aglio e cipolle pelate, poi viene marinata in una miscela di succo di limone e senape e infine cucinata assieme a una quantità abbondante di cipolle. Il piatto viene servito con del riso.
Sebbene la versione più popolare impieghi la carne di pollo, quest'ultima può talvolta essere sostituita da altri tipi di carne, come agnello e pesce. Altri ingredienti non tradizionali possono includere olive ripiene, carote a fette o senape di Digione.